# Forever Young (film)
Pour les articles homonymes, voir Forever Young.
Pour plus de détails, voir Fiche technique et Distribution.
Forever Young, ou Une seconde chance au Québec, est un film américain réalisé par Steve Miner et sorti en 1992.
L'histoire suit le parcours de Daniel McCormick, qui accepte en 1939 de participer à une expérience de cryogénisation en attendant que sa fiancée sorte du coma, puis hiberne un demi-siècle à la suite d'un accident, n'étant réveillé qu'en 1992.

## Synopsis
En 1939, aux États-Unis, le capitaine Daniel McCormick, pilote d'essai de l'armée de l'air, teste des prototypes de bombardiers. Lorsque sa fiancée Helen tombe dans le coma après un accident, les médecins ne lui laissant aucune chance de jamais en sortir, il contacte son ami Harry Finley, qui travaille sur une expérience de cryogénisation, le « projet B ». McCormick se porte volontaire pour l'expérimentation humaine afin d'échapper à la douleur de voir Helen mourir sous ses yeux.
En 1992, alors que deux jeunes garçons jouent dans un vieil entrepôt militaire voué à la démolition, ils découvrent la chambre de cryogénisation et, la prenant pour un sous-marin miniature, commencent à s'amuser avec, provoquant le réveil de McCormick. La chambre s'ouvre et McCormick attrape par réflexe le blouson de l'un des garçons, qui fuient tandis que le manteau reste dans les mains de l'hiberné. Celui-ci, choqué et gelé, se rend bientôt compte qu'il a dormi cinquante-trois ans alors que l'expérience ne devait durer qu'une année. Après avoir dérobé des vêtements sur une corde à linge, il se rend à une base militaire afin d'y faire son rapport, mais il est reçu par un colonel qui le croit fou et il doit partir avant l'arrivée de la sécurité de la base. McCormick doit donc apprendre à vivre dans ce monde nouveau et surprenant pour lui, et savoir ce qui est arrivé à Harry et Helen.
L'étiquette au nom de Nat Cooper à l'intérieur de la veste amène McCormick au propriétaire, l'un des deux garçons qui ont ouvert le prototype du « projet B ». Bien que les garçons soient d'abord terrifiés, McCormick est en mesure de calmer Nat et son ami et de les convaincre de son histoire. Après s'être caché un moment dans une cabane dans un arbre dans le jardin de Nat, nourri en cachette par celui-ci, il observe la mère célibataire de Nat, Claire, qui est battue par son ex-petit ami  violent et alcoolique, et vole à son secours. Après que McCormick a été blessé dans la lutte, Claire, qui est infirmière, le soigne et un lien se développe entre eux. Ce lien est renforcé quand elle offre à McCormick un logement dans sa propre maison. Néanmoins le temps de McCormick est compté, car son corps commence à vieillir rapidement : l'expérience de cryogénisation n'a pas entièrement réussi.
Quand une autre attaque de vieillissement paralyse pratiquement McCormick, il raconte à Claire l'incroyable vérité. Susan, la fille de Finley, lui apprend que son père est mort plusieurs années auparavant (l'armée précisera plus tard qu'il s'agissait de l'incendie d'un entrepôt au début des années 1940, et que Harry est mort en essayant de sauver McCormick). Susan donne également à McCormick le journal de son père, en espérant qu'il pourra l'utiliser pour améliorer son état. Toutefois, selon le journal de Harry, le projet n'arrête pas la sénescence, mais la reporte, ce qui explique le vieillissement rapide de Daniel. Avant de partir, Susan donne à McCormick une autre information : Helen est vivante, étant sortie du coma peu après la mort de Harry et la disparition de McCormick.
Cependant, le lieutenant-colonel Wilcox a eu vent du passage de McCormick sur la base et a fait le rapprochement avec les expériences de Harry ; le gouvernement est donc désormais à sa recherche, mais Claire leur livre des informations cruciales sur le « projet B », et personne n'est arrêté. La tâche de McCormick est maintenant de retrouver Helen. Il « emprunte » un bombardier B- 25 dans un spectacle aérien, et Nat embarque avec lui  à bord comme passager clandestin. Alors que McCormick est victime d'une nouvelle attaque, il doit guider Nat pour que celui-ci effectue l'atterrissage à sa place et ils réussissent à se poser dans la lande à proximité de la maison d'Helen. Son âge véritable l'ayant finalement rattrapé, McCormick désormais vieux retrouve Helen et lui fait enfin sa demande en mariage, qu'elle accepte.

## Fiche technique
- Titre français et original : Forever Young
- Titre québécois : Une seconde chance
- Réalisateur : Steve Miner
- Scénario : J. J. Abrams
- Musique : Jerry Goldsmith
- Photographie : Russell Boyd
- Maquillage : Dick Smith
- Montage : Jon Poll
- Décors : Jay Hart et Jan Pascale
- Production : Bruce Davey, Mel Gibson, J. J. Abrams et Edward S. Feldman (en)
- Sociétés de production : Icon Productions et Warner Bros
- Costumes : Aggie Guerard Rodgers
- Pays de production :  États-Unis
- Langue originale : anglais
- Format : couleurs - 1,37:1 - 35 mm - Dolby
- Genre : drame, romance, science-fiction
- Durée : 102 minutes
- Dates de sortie : 
  - États-Unis : 18 décembre 1992
  - France : 7 avril 1993

## Distribution
Légende : VF = Version Française, VQ = Version Québécoise
- Mel Gibson (VF : Jacques Frantz, VQ : Hubert Gagnon) : le capitaine Daniel McCormick
- Jamie Lee Curtis (VF : Véronique Augereau, VQ : Claudie Verdant) : Claire Cooper
- Elijah Wood (VF : Boris Roatta, VQ : Nicolas Pensa) : Nat Cooper, le fils de Claire
- Isabel Glasser (VF : Françoise Cadol ; VQ : Camille Cyr-Desmarais) : Helen, la fiancée de Daniel
- George Wendt (VF : Patrick Préjean, VQ : Alain Gélinas) : Harry Finley, le meilleur ami de Daniel
- Joe Morton (VF : Mario Santini, VQ : Jean-Marie Moncelet) : Cameron, le scientifique de l'armée
- Nicolas Surovy (VF : François Leccia, VQ : Luis de Cespedes) : John, le médecin, petit ami de Claire
- David Marshall Grant (VQ : Daniel Picard) : le lieutenant-colonel Wilcox
- Robert Hy Gorman : Felix, un ami de Nat
- Millie Slavin (VQ : Dyne Mousso) : Susan Finley
- Michael A. Goorjian (VQ : Sébastien Dhavernas) : Steven
- Veronica Lauren : Alice
- Walton Goggins : Gate MP
- Amanda Foreman : Debbie
- Art LaFleur (VQ : Daniel Roussel) : le père d'Alice
- Eric Pierpoint (en) (VQ : Benoit Rousseau) : Fred
- Karla Tamburrelli (VQ : Johanne Léveillé) : Blanche Finley
- Suzanne Somers : la femme dans la publicité que regarde Daniel
- Joel McKinnon Miller : un homme au pique-nique

## Accueil
Le film connaît un succès commercial, rapportant 127 956 187 $ de recettes mondiales, dont 55 956 187 $ aux États-Unis, pour un budget entre environ 20 000 000 $ à 21 000 000 $. En France, il totalise 1 105 415 entrées.